# Pouma
Pouma es un municipio del departamento de Sanaga-Maritime de la región Litoral, Camerún. En noviembre de 2005 tenía una población censada de 13 475 habitantes.
Se encuentra ubicado cerca del golfo de Biafra y de la ciudad más poblada del país, Duala.